# Ruta T-75
La Ruta T-75 es una ruta que abarca la Región de Los Ríos en el sur de Chile. La ruta se inicia en La Unión y finaliza en Puerto Nuevo a orillas del Lago Ranco. Esta ruta está totalmente pavimentada desde La Unión hasta Puerto Nuevo. Esta ruta posee comercio en un strip center llamado Centro Comercial T-75 con una heladería, una boutique, una peluquería, un Restaurante llamado Barmayo y un centro de Rafting. Además posee un museo que antes fue un molino en el sector de Los Chilcos a orillas del Río Ralitrán. Esta ruta se bifurca con la Ruta 5 Sur (Km 886 Ruta 5), sin embargo no posee acceso a la ruta 5 ni salida desde la 5 sur, por lo que hay que dar la vuelta por el cruce los tambores (Km 888 Ruta 5 Sur) y tomar la Ruta 210 y luego doblar hacia Puerto Nuevo.
Puentes:  
Kilómetro 3: Puente Traiguén  
Kilómetro 9: Puente Molgue 
Kilómetro 25: Puente Ralitrán 